# Rouez
Rouez és un municipi francès situat al departament del Sarthe i a la regió de País del Loira. L'any 2007 tenia 792 habitants.

## Demografia

### Població
El 2007 la població de fet de Rouez era de 792 persones. Hi havia 293 famílies de les quals 80 eren unipersonals (40 homes vivint sols i 40 dones vivint soles), 64 parelles sense fills, 133 parelles amb fills i 16 famílies monoparentals amb fills.
La població ha evolucionat segons el següent gràfic:
Habitants censats

### Habitatges
El 2007 hi havia 373 habitatges, 306 eren l'habitatge principal de la família, 33 eren segones residències i 34 estaven desocupats. 370 eren cases i 3 eren apartaments. Dels 306 habitatges principals, 226 estaven ocupats pels seus propietaris, 74 estaven llogats i ocupats pels llogaters i 5 estaven cedits a títol gratuït; 1 tenia una cambra, 27 en tenien dues, 56 en tenien tres, 86 en tenien quatre i 136 en tenien cinc o més. 167 habitatges disposaven pel capbaix d'una plaça de pàrquing. A 114 habitatges hi havia un automòbil i a 158 n'hi havia dos o més.

### Piràmide de població
La piràmide de població per edats i sexe el 2009 era:
| Homes | Edats   | Dones |
| ----- | ------- | ----- |
| 0     | 95 o +  | 0     |
| 0     | 90 a 94 | 4     |
| 4     | 85 a 89 | 16    |
| 8     | 80 a 84 | 8     |
| 16    | 75 a 79 | 16    |
| 12    | 70 a 74 | 12    |
| 32    | 65 a 69 | 12    |
| 16    | 60 a 64 | 24    |
| 12    | 55 a 59 | 16    |
| 16    | 50 a 54 | 32    |
| 20    | 45 a 49 | 24    |
| 36    | 40 a 44 | 20    |
| 20    | 35 a 39 | 28    |
| 24    | 30 a 34 | 20    |
| 12    | 25 a 29 | 28    |
| 20    | 20 a 24 | 8     |
| 40    | 15 a 19 | 16    |
| 24    | 10 a 14 | 20    |
| 16    | 5 a 9   | 24    |
| 28    | 0 a 4   | 28    |

## Economia
El 2007 la població en edat de treballar era de 478 persones, 376 eren actives i 102 eren inactives. De les 376 persones actives 338 estaven ocupades (200 homes i 138 dones) i 38 estaven aturades (16 homes i 22 dones). De les 102 persones inactives 32 estaven jubilades, 32 estaven estudiant i 38 estaven classificades com a «altres inactius».

### Ingressos
El 2009 a Rouez hi havia 306 unitats fiscals que integraven 772,5 persones, la mediana anual d'ingressos fiscals per persona era de 15.009 €.

### Activitats econòmiques
Dels 15 establiments que hi havia el 2007, 2 eren d'empreses extractives, 1 d'una empresa alimentària, 1 d'una empresa de fabricació d'altres productes industrials, 4 d'empreses de construcció, 2 d'empreses d'hostatgeria i restauració, 1 d'una empresa immobiliària, 1 d'una empresa de serveis, 1 d'una entitat de l'administració pública i 2 d'empreses classificades com a «altres activitats de serveis».
Dels 5 establiments de servei als particulars que hi havia el 2009, 1 era un paleta, 1 fusteria, 1 lampisteria, 1 electricista i 1 restaurant.
L'únic establiment comercial que hi havia el 2009 era una fleca.
L'any 2000 a Rouez hi havia 44 explotacions agrícoles que ocupaven un total de 2.635 hectàrees.

## Equipaments sanitaris i escolars
El 2009 hi havia una escola elemental.

## Poblacions més properes
El següent diagrama mostra les poblacions més properes.